# レックスはお風呂の王様
『レックスはお風呂の王様』（レックスはおふろのおうさま、Toy Story Toons: Partysaurus Rex）は2012年公開の『ファインディング・ニモ 3D』と同時上映された「トイ・ストーリー」シリーズの短編作品である。
また、2013年6月19日に初のソフト化として『モンスターズ・インク』のブルーレイ（最新版）に収録される。

## ストーリー
いつもドジでおっちょこちょいのレックス（ウォーレス・ショーン/三ツ矢雄二）。だけどお風呂での彼はおもちゃたちのヒーローだった…?

## キャスト（声の出演）
| 役名                       | 原語版声優                      | 日本語吹替                   |
| -------------------------- | ------------------------------- | ---------------------------- |
| レックス                   | ウォーレス・ショーン            | 三ツ矢雄二                   |
| キャプテン・サッズ         | コーリー・バートン              | 佐々木梅治                   |
| チャッキー                 | トニー・コックス ドン・フリラブ | 高木渉                       |
| ウッディ                   | トム・ハンクス                  | 唐沢寿明                     |
| バズ・ライトイヤー         | ティム・アレン                  | 所ジョージ                   |
| ジェシー                   | ジョーン・キューザック          | なし                         |
| ミスター・ポテトヘッド     | ドン・リックルズ                | 辻萬長                       |
| ミセス・ポテトヘッド       | エステル・ハリス                | 松金よね子                   |
| ハム                       | ジョン・ラッツェンバーガー      | 大塚周夫                     |
| ミスター・プリックルパンツ | ティモシー・ダルトン            | なし                         |
| クドルス                   | シェリー・リン                  | 諸星すみれ                   |
| ボニー                     | エミリー・ハーン                | 諸星すみれ                   |
| ドリップス                 | マーク・ウォルシュ              | 藤原堅一                     |
| バーバラ                   | ロリ・リチャードソン            | 斎藤恵理                     |
| ダイバー                   | テディ・ニュートン              | 多田野曜平                   |
| ボニーのママ               | ロリ・アラン                    | 堀越真己                     |
| その他                     |                                 | 五味真由子 桐本琢也 田中英樹 |

## トリビア
- ボニーの家のバスルームにあるトイレの便座カバーが『モンスターズ・インク』の主人公サリーの柄である。また、『ファインディング・ニモ』のキャラクター達のお風呂シールが貼ってある。